# Trichorthosia isa
Trichorthosia isa là một loài bướm đêm trong họ Noctuidae.